# Шад-Багі (Марказі)
Шад-Багі (перс. شادباغي) — село в Ірані, у дегестані Кугпає, у бахші Новбаран, шагрестані Саве остану Марказі. За даними перепису 2006 року, його населення становило 114 осіб, що проживали у складі 34 сімей.

## Клімат
Середня річна температура становить 10,09°C, середня максимальна – 28,96°C, а середня мінімальна – -12,18°C. Середня річна кількість опадів – 270 мм.
| Клімат поселення                              | Клімат поселення | Клімат поселення | Клімат поселення | Клімат поселення | Клімат поселення | Клімат поселення | Клімат поселення | Клімат поселення | Клімат поселення | Клімат поселення | Клімат поселення | Клімат поселення | Клімат поселення |
| Показник                                      | Січ.             | Лют.             | Бер.             | Квіт.            | Трав.            | Черв.            | Лип.             | Серп.            | Вер.             | Жовт.            | Лист.            | Груд.            |                  |
| Середній максимум, °C                         | 4,42             | 6,64             | 10,19            | 16,92            | 21,97            | 27,59            | 28,94            | 28,96            | 24,53            | 18,39            | 11,90            | 6,24             |                  |
| Середня температура, °C                       | −3,88            | −1,65            | 1,91             | 8,63             | 13,69            | 19,29            | 22,96            | 22,97            | 18,54            | 12,41            | 5,93             | 0,24             |                  |
| Середній мінімум, °C                          | −12,18           | −9,93            | −6,38            | 0,34             | 5,40             | 11,00            | 16,98            | 17,01            | 12,56            | 6,43             | −0,05            | −5,74            |                  |
| Норма опадів, мм                              | 35               | 35               | 49               | 42               | 36               | 5                | 2                | 1                | 0                | 11               | 21               | 33               |                  |
| Середньомісячна швидкість вітру, м/с          | 1.83             | 2.45             | 2.83             | 3.09             | 2.57             | 2.38             | 2.39             | 2.31             | 2.13             | 2.06             | 1.71             | 1.71             |                  |
| Середньомісячна сонячна радіація, кДж/м²·день | 8461             | 11336            | 14033            | 17734            | 21863            | 26592            | 26010            | 23579            | 20226            | 14662            | 10457            | 8395             |                  |
| --------------------------------------------- | ---------------- | ---------------- | ---------------- | ---------------- | ---------------- | ---------------- | ---------------- | ---------------- | ---------------- | ---------------- | ---------------- | ---------------- | ---------------- |
| Джерело:                                      |                  |                  |                  |                  |                  |                  |                  |                  |                  |                  |                  |                  |                  |